# جو كرم
جو كرم (بالإنجليزية: Joe Karam)‏ هو لاعب دوري الرغبي نيوزيلندي، ولد في 21 نوفمبر 1951 في Taumarunui ‏ في نيوزيلندا.

## وصلات خارجية
- جو كرم عل موقع إسبنسكروم (الإنجليزية)